# Gösta Lundquist
Gösta Lundquist (* 15. August 1892 in Göteborg; † 10. Oktober 1944 ebenda) war ein schwedischer Segler.

30-m²-Klasse

## Erfolge
Gösta Lundquist, der für den Kullaviks kanot och kappsegling klubb (Kullaviks  KKK) segelte, wurde 1920 in Antwerpen bei den Olympischen Spielen in der 30-m²-Klasse Olympiasieger. Er war Skipper der Kullan, die als einziges Boot seiner Klasse teilnahm. Lundquist und seinen Crewmitgliedern Gösta Bengtsson und Rolf Steffenburg genügte in drei Wettfahrten jeweils das Erreichen des Ziels zum Gewinn der Goldmedaille.